# Jorge Majfud

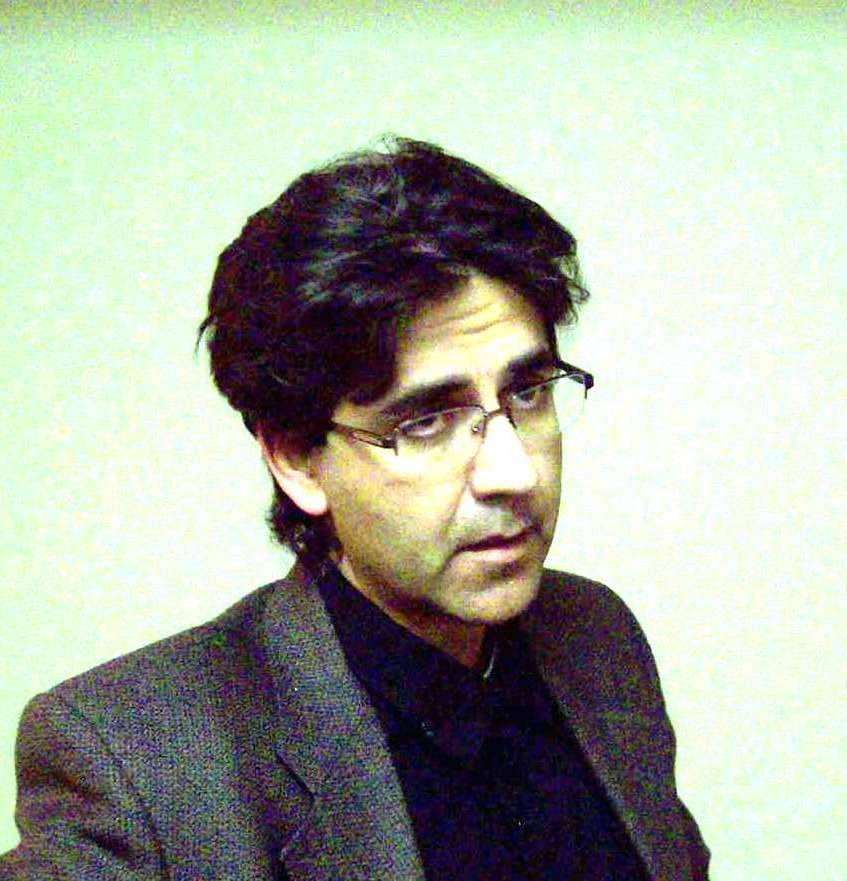
Jorge Majfud (2013)

Jorge Majfud (Tacuarembó, 1969) is een Uruguayaans schrijver, journalist en hoogleraar. Hij werkt aan de Universiteit van Georgia. In 2012 werd hij door lezers van Foreign Policy gekozen als invloedrijkste Ibero-Amerikaans intellectueel.

## Verhalen
- Hacia qué patrias del silencio (Memorias de un desaparecido), roman, 1969.
- Crítica de la pasión pura, essays, 1998.
- La reina de Amércia, roman (Casa de las Américas), 2001
- El tiempo que me tocó vivir, essays, 2004.
- La narración de lo invisible, essays, 2006.
- Perdona nuestros pecados (short stories, 2007)
- La ciudad de la Luna (novel, 2009)